# Josef Loos
Josef Loos (Prága, 1888. március 13. – Prága, 1955. február 15.) olimpiai bronzérmes, Európa-bajnok cseh nemzetiségű csehszlovák jégkorongozó.
Játszott az 1914-es jégkorong-Európa-bajnokságon, ahol a bohémiai csapattal aranyérmes lett.
Részt vett az 1920. évi nyári olimpiai játékokon, ahol a csehszlovák válogatott tagja volt, de nem játszott a jégkorongtornán, mert csak tartalék volt.